# Kalotanádas
Kalotanádas (románul Nadășu) falu Romániában Kolozs megyében, Körösfő és Sztána között félúton.

## Nevének említése
Nevét 1299-ben említette először oklevél p. Nadasd néven (Dl. 1991).  Későbbi névváltozatai: 1299-ben Nadasd, 1431-ben Volahnadas, 1839-ben Oláh-Nádas, 1850-ben Oláh Nádas, 1880-ban Nádas, 1900-ban Oláhnádas és 1920-ban Nadișul român a neve.

## Története és lakossága
Nádasd az erdélyi püspök birtokai közé tartozott, aki 1299-ben a kolozsmonostori apátságnak adta cserébe, mivel a monostor birtokaival volt határos.
1370-ben az Almási várbirtokhoz tartozott. A 15. századra megjelennek a román betelepülők. Erre utal 1431-es elnevezése (Oláhnádas). A település határai között megélő és nem transzhumáló pásztorkodásról tanúskodnak a vlach pásztorokat említő források, akik nem terményadót fizetnek, hanem minden ötven juh után, un. juhötvenedet, mint az szokás volt a balkánon is.
1850-ben már nincs magyar lakosa, a századfordulón már találunk néhány református magyar családot, 1992-es adatok szerint 3 magyar lakosa van (katolikusok és baptisták).
A falu a trianoni békeszerződésig Kolozs vármegye Bánffyhunyadi járásához tartozott.

## Látnivaló
Fazsindelyes, karcsú tornyú, eredetileg görögkatolikus, jelenleg ortodox templom 1720-1730-ból.

## További hivatkozások
- https://web.archive.org/web/20071221051955/http://www.karpatok.info/fenykeptar/kalotanadas/index.htm
- https://web.archive.org/web/20100210180326/http://kalotaszeg.mlap.hu/